# ハバナ症候群

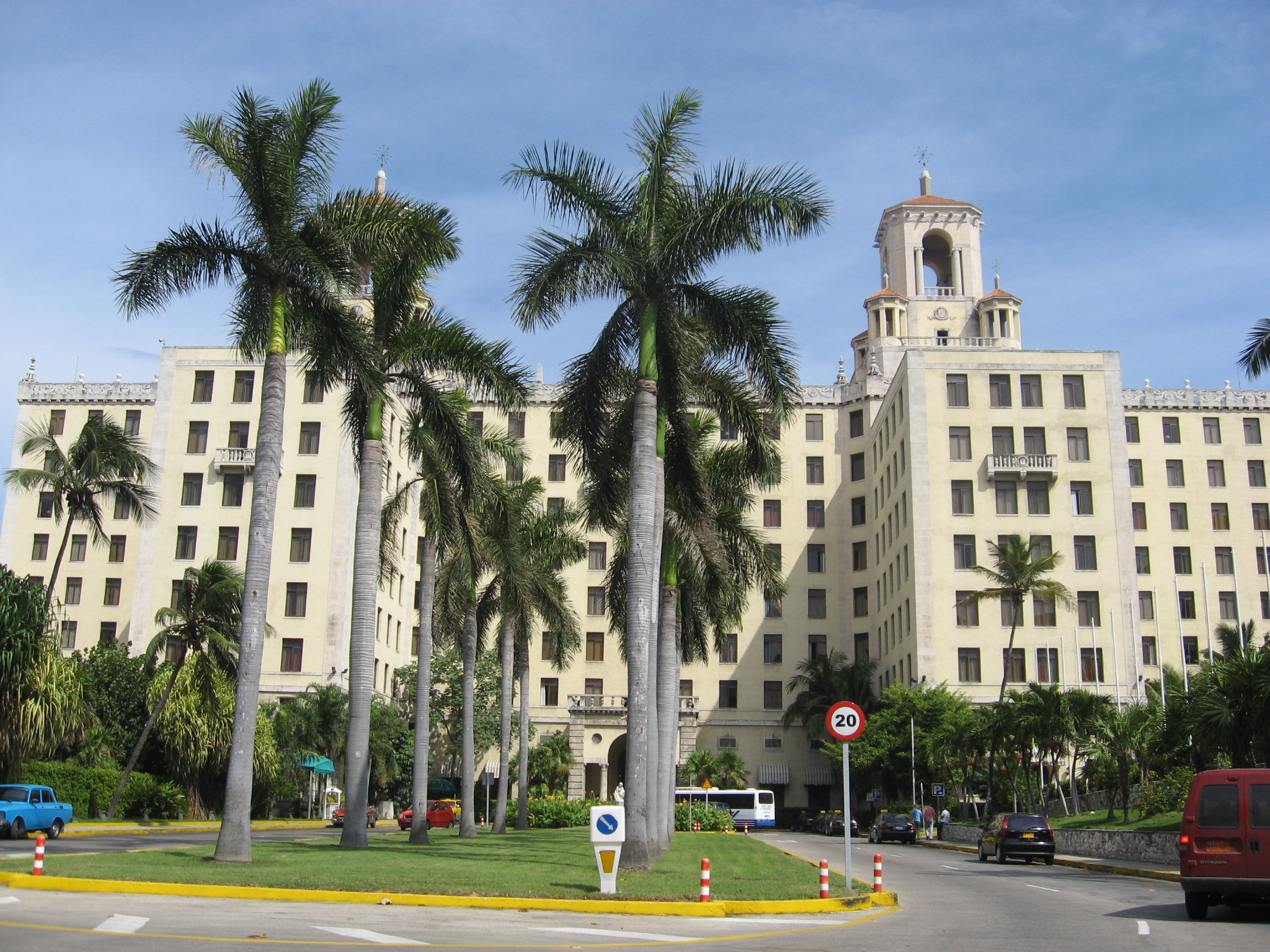
ハバナ症候群が発生した場所の一つ「オテル・ナシオナーレ（Hotel Nacionale）」

ハバナ症候群（ハバナしょうこうぐん、英語: Havana syndrome）とは、2016年にキューバの首都ハバナにあるアメリカ合衆国大使館およびカナダ大使館の職員間で発生して以降、世界中の同国の在外外交官が報告した体調不良の通称・総称。2024年時点で数百人が被害を申告している。
原因については、音響兵器や電波兵器等による意図的な攻撃、あるいはコオロギの鳴き声と集団心理の影響とも推測されたものの、真相は不明であった。
2023年3月1日、アメリカ合衆国国家情報長官室は、同国の情報機関の大半が「外国の敵対勢力による攻撃の可能性は低い」と結論付けたと発表した。一方で、2024年になってロシア連邦軍参謀本部情報総局（GRU）による音響兵器攻撃の可能性が報道されている。

## 概要
ハバナ症候群は、最初にキューバの首都ハバナで報告されたことにちなむ。2017年8月、報告書は在キューバのアメリカとカナダの外交官が原因不明の頭痛、めまい、耳鳴りなどの様々な健康上の問題を抱えていることを明らかにした。そして、これらの症状が不特定の技術を使用した攻撃の結果であり、おそらく音波を使用した「音響攻撃」ではないかと告発した。
アメリカ政府は当初、事件をキューバ政府の責任にするのを避けるため、調査を実施しなかった。だが、その後の数か月に渡る捜査で、キューバ政府がこれらの症状を引き起こしている不特定の攻撃に関与したと非難した。キューバ政府は攻撃の関与を否定したが、2017年8月、アメリカ合衆国国務長官レックス・ティラーソンは「キューバ当局は犯人を捜す責任がある」と述べた。また、第三国の関与の疑いから、捜査当局が調査を開始した。アメリカやカナダは、対策として在キューバ大使館の職員を最小限に減らした。同年10月、アメリカ合衆国大統領ドナルド・トランプは、キューバが攻撃の責任を負っていると主張したが、その主張の証拠は提示しなかった。少なくとも1名のアメリカ合衆国上院議員、キューバ神経科学センターの所長、および集団発病性疾患の専門家であるロバート・バーソロミューを含む他の人々も疑いを表明した。2018年4月には、在中国アメリカ領事館職員が同様の問題を報告し始め、国務省は中国全土に健康警戒を拡大した。翌年にはアメリカの首都ワシントンD.C.でも報告された。
2021年5月、ヨーロッパやアジア（中国以外）でも新たに被害が確認され、全ての被害者の数は130人以上に上ると『ニューヨーク・タイムズ』が報じた。また、アメリカの外交官だけでなく、CIAや国防総省の駐在職員も被害を受けていると報告された。同年7月には、オーストリア当局が首都ウイーンのアメリカ大使館などで発生している原因不明の健康事案について、調査を行っていることを明らかにした。コロンビアのアメリカ大使館で働く職員や家族らも被害を訴えており、バイデン政権が調査を続けた。
2021年に情報公開制度で入手された国務省の科学報告書によると、調査した独立科学諮問グループ「JASON」は、アメリカ政府が有力視してきた「マイクロ波」や「超音波」による攻撃が関与している可能性は「きわめて低い」と判断し、コオロギによる可能性が高いとした。加えて「心因性による集団心理」の影響も指摘した。
2022年1月20日、CIAは外国勢力による攻撃の可能性は低いとする中間報告書をまとめた。これによると、報告された約1,000件のほとんどは環境や病気、ストレスなどに起因したものだとしており、外国の関与が否定された。その一方で、原因の説明が付かない20数件は調査を継続中とした。
2022年2月3日、バイデン政権が招集した専門家委員会の調査により、「精神由来ではなくRF波や超音波など外部エネルギー由来である」と発表された。ハバナ症候群の大半はストレスや心身反応ではないとする要旨を発表した。
2023年3月1日、米国家情報長官室（ODNI）は、7つの政府機関の見解を反映した評価報告書を公表し、外国の敵対者によるものである可能性は「非常に低い」との見解を示した。情報機関は、外交官らが訴えた体調不良は「元々の健康状態、一般的な病気、環境などに起因する可能性がある」としている。
2024年3月、アメリカ国立衛生研究所は、ハバナ症候群の症状を訴える人々を評価した2つの医学研究をJAMAに発表し、脳損傷、血液バイオマーカーの異常などの証拠は見つからなかった。最初の研究では、ハバナ症候群の影響を受けたと主張する被験者の脳神経を核磁気共鳴画像法（MRI）を用いて検査したが、脳損傷の兆候は認められなかった。報告書は「この探索的神経画像研究では、ハバナ症候群を報告した被験者とマッチさせた対照被験者との間で、脳の構造や機能に関する画像測定に有意な差はなかった。これらの所見は、被験者の症状の原因が、MRIで特定可能な脳の傷害とは関連しない可能性を示唆している」と結論付けた。2つ目の研究では、身体能力と血液検査を調べたが、ハバナ症候群発症者と対照群との間に有意差は認められなかった。この研究では、ハバナ症候群の被害者であると主張する86人の被験者と、職業が一致する30人の対照群を比較した。健康状態に異常があった86人のうち、24人がキューバ出身者、6人が中国出身者、17人がウィーン出身者、9人が米国周辺出身者、30人がその他の地域の出身者であった。研究の結論は、「聴覚、前庭、認知機能、視覚機能、血液バイオマーカーのほとんどのテストにおいて、グループ間に有意差はなかった。ハバナ症候群を報告した人とマッチさせた対照群との間には、臨床的、研究的、バイオマーカーの測定において、自己報告や客観的な不均衡の測定、疲労、心的外傷後ストレス、うつ病の症状、一部の機能的神経障害の発症を除いては、ほとんどの項目で有意差はなかった。
2024年4月1日、ラトビアに拠点を置くロシア語調査報道サイト「インサイダー」は、ロシア連邦軍参謀本部情報総局（GRU）の「29155部隊」による音響兵器攻撃の可能性があると報じたが、ロシア大統領府のドミトリー・ペスコフ報道官は、報道内容に対し「根拠が無い」と否定した。同部隊の幹部が「非致死的音響兵器」の開発に関する任務遂行で表彰や昇進を受けていたと主張している。この報道は、CBSの番組『60ミニッツ』およびドイツの『シュピーゲル』との共同調査による。

## メディア報道への批判
一部の科学者やコメンテーターは、心因性仮説がメディアで軽視されたのは、「外国勢力による攻撃」 仮説の方がセンセーショナルで、読者数を増やすことでメディアに利益をもたらしたからだと指摘している。
2022年1月、ライアン・クーパーは報道を批評し、「ロシアの魔法の光線銃について、扇動的でありもしない主張を煽った多くのジャーナリストや議員は恥じるべきだ」と『ザ・ウィーク』誌に書いた。
集団心因性疾患を専門とする医療社会学者のロバート・バーソロミューは、ハバナ症候群を外国勢力や技術と結びつける「決定的な証拠」についての60ミニッツの報道を否定し、「そこにあるのは、悪い科学と稚拙なジャーナリズムによって生み出された煙と鏡だけだ」と述べた。
NPRとのインタビューで、ニュー・リパブリックのナタリー・シュアーは、「この記事はほとんど国家安全保障の記者たちによって推進されており、健康に関する話題を報道する人々によってではない」と、その信憑性に関して「危険信号」だと述べた。
心理学者のスチュアート・ヴァイスは、メディア報道により、大使館職員が脳損傷を受けたという考えが強化され、 ハバナ症候群の集団心因性疾患の解釈が正しければ、「脳損傷を受けたと考える人は、自分が永久に影響を受けると思い込み、経験した全ての症状を脳損傷によるものだと考える傾向が高いため、回復の妨げになる可能性がある」「対照的に、心因性の解釈を受け入れることで回復が促進される可能性がある」と報告した。

## キューバ

キューバ

2017年8月、報告書はキューバのアメリカおよびカナダの外交官が2016年後半に遡り原因不明の体調不良を経験していることを明らかにした。2018年6月現在、26名が症状を訴えている。

### 事件
外交官たちの健康上の問題は突然に発生した。異なった方向から聞こえてくる奇妙なこすれる音などの現象、幾人かは大きな耳鳴りや震えなどの感覚を経験した。これらの攻撃の持続時間は20秒から30分の範囲で、外交官たちが自宅やホテルの部屋にいる間に常に起こった。家族や他の宿泊客には影響はなかった。AP通信はキューバ滞在中に幾人かの大使館職員が聞いた音を録音したものを発表した。キューバの科学者たちは、この音はキューバ原産の大きな種であるジャマイカの野原のコオロギの鳴き声であると結論付け、2019年9月には、カナダの研究チームが音響攻撃ではなく蚊の駆除剤に使用される神経剤が原因の可能性が高いと結論付けた。2020年、米国科学アカデミーは外交官たちの原因不明の体調不良について、マイクロ波攻撃の可能性が高いと報告書で明らかにした。

### アメリカ合衆国の外交官への影響
現在、補聴器が必要と言われている1名の未確認の外交官を含む、一部のアメリカ大使館の職員は持続的な健康への影響を経験していると伝えられている。アメリカ合衆国国務省は、健康問題は攻撃の結果あるいは未知の機器にさらされたためであるとし、キューバ政府を非難していないと宣言したが、誰が責任を負うのかは言っていない。罹患者は聴覚障害、記憶喪失、および悪心などの症状を説明した。考えられる原因として超低周波を指摘、音響兵器やマイクロ波兵器を中心とした推測をしている研究者もいる。
2017年8月、アメリカは事態に対応してワシントンD.C.にあるキューバ大使館の外交官2名を国外追放した。同年9月、国務省は緊急を要しない職員をアメリカ大使館から退去させていると述べ、アメリカ国民にキューバへの渡航自粛を勧告した。2017年10月、トランプ大統領（当時）は「これは非常に異常な攻撃である。私はキューバが責任を負っていると信じている。」と述べた。
2018年3月2日、アメリカ国務省は、職員への健康上の攻撃に対する懸念から、「外交の中核および領事機能」を実行するのに必要な最低レベルで、ハバナの大使館に引き続き職員を配置すると発表した。大使館は9月から「命令された方針状況」の下で運営されていたが、状況は期限切れになる予定であった。この職員配置計画は、人員削減を無期限に延長するのに効果的であった。

### カナダの外交官への影響
2018年3月、ピッツバーグの主任神経科医による不特定多数のカナダの外交官によるMRIスキャンおよびその他の検査で、米国の一部の対応者が直面していた傷害を反映した脳損傷の証拠が示された。 2018年の春、グローバル連携省はキューバへの家族の配属を終了し、家族と一緒に全職員を帰国させた。2017年に影響を受けた幾人かは、その症状の深刻さのためにまだ仕事を再開できないと報告されている。現在「ハバナ症候群」の原因についての知識がないという事実は、RCMPが調査することを困難にしている。
2019年、カナダ政府は2018年12月下旬にカナダの外交官が14人目のハバナ症候群の症状を報告した後、ハバナの大使館職員を削減したと発表した。2019年2月6日、カナダ連邦政府は、カナダの外交官とその家族がハバナで直面していた深刻な健康上の懸念に迅速に対処していなかったという主張に基づく2800万ドルの訴訟を、5名の外交官から受けた。これらの健康上の問題の原因は不明であるが、これらの病気は脳震盪の症状と似ている症状として現れている。現在、これらの申し立てのいずれも法廷で証明されていない。

## その他の国
2017年後半から、中国、ロシア、ポーランド、ジョージアの首都トビリシ、台湾、オーストラリアなど、世界各地でアメリカの外交官による報告が続出した。その他、コロンビア、キルギス、ウズベキスタン、オーストリアなどからも報告されている。
米国政府は被害者の数を公表していないが、メディアの報道によれば、2021年5月末までに合計130件の可能性があり、2021年9月中旬には200件以上の可能性があるとされている。ただし、調査の結果関連性がないとされたものも含まれる。

### 中国
2018年初頭、キューバで報告されたものと同様の告発が、中国のアメリカ領事館職員によって報告された。2018年4月、中国最大の米国領事館である広州の総領事館で最初の事例が起こった。職員は2017年後半から症状を経験していると報告し、職員数名がアメリカに帰国して精密検査を受けた。マイク・ポンペオ国務長官は、この攻撃はキューバで報告された攻撃と一致していると述べた。 国務省は報告を調査するためにタスクフォースを編成した。広州郊外の一部の外交官が脳損傷に似た同じ症状を経験したという報告の中で、健康警告を中国本土全体に広げた。この警告は、「発生源を突き止められない異常な音や騒々しいノイズを伴う異常な急性聴覚または感覚現象」を経験したすべての人に伝えられた。別の事件がウズベキスタンの首都タシケントで以前に報告されていたが、その後は国務省により問題にされなかった。

### ワシントンD.C.
2019年、ホワイトハウスの職員がワシントンのバージニア郊外で犬の散歩中に衰弱症状を経験したと報告し、この事件は2020年に公に報告された。2020年11月、ホワイトハウスの南側に隣接する公園（ザ・エリプス）で同様の事件が報告された。いずれの事件も、CIAや国務省の職員を含む海外の数十人の米軍関係者を襲ったと報告された事件と類似していた。連邦機関が調査し、国防総省の当局者は2021年4月に上院軍事委員会と下院軍事委員会のメンバーに説明した。調査官は議会のメンバーに、事件の原因や責任者を特定することはできなかったと述べたが、当局者はロシアや中国が関連している可能性を主張したが、証拠は示せなかった。

### その他のアジア
2021年8月、ハバナ症候群の事例が報告され、ベトナムの首都ハノイにあるアメリカ大使館から2人のアメリカ人外交官が避難したことが報告された。これにより、アメリカ合衆国副大統領カマラ・ハリスのベトナム訪問も遅れた。
2021年9月、CIA長官のウィリアム・ジョセフ・バーンズと一緒に旅行していたCIA職員が、インドを外交訪問した際にハバナ症候群と同じ症状を訴えた。

### ヨーロッパ
2021年、外交官や情報機関の職員、米国人職員の子供など、オーストリアのウィーンに駐在する数十人の米軍関係者がハバナ症候群のような症状に見舞われた。国務省は7月、この報告を調査していることを確認した。オーストリア外務省は米国の調査機関と協力していることを表明した。ハバナを除けば、ウィーンが最も多くの事件を報告している。
2021年8月以前の数ヶ月間に、ドイツのベルリンにあるアメリカ大使館でハバナ症候群の症例が報告され、その中には治療を求めた2人の米政府関係者も含まれていた。2021年10月には、大使館で新たに数名の症例が報告された。
2022年1月、スイスのジュネーブとフランスの首都パリで米国外交官のハバナ症候群の症例が報告された。
セルビアとイギリスでも報告されている。

### その他の地域
2021年10月には、コロンビアの首都ボゴタにいるアメリカ大使館員とその家族が、本症候群に関連する症状を発症したことが報告された。

## 過去の類似例
ベトナム戦争中の1975年、アメリカおよびベトナム共和国（南ベトナム）を支援していたモン族が低空飛行の航空機やヘリコプターによる化学兵器の攻撃と思われる出来事を報告しており、その中には黄色い油状の液体「黄色い雨」を浴び、痙攣、失明、出血などの神経症状や身体的症状を訴えた。1978年のベトナムによるカンボジア侵攻でも同様の報告があった。アメリカは、ソビエト連邦（ソ連）を糾弾したが、ソ連は完全否定し、アメリカの医学会、微生物学会、植物病理学さえ「根拠がない」「信用できない」と否定的であった。独立科学研究団体が解析したサンプルから蜂のフンであることが明らかになったが、アメリカ政府は認めず、主張を撤回していない。

## 関連した報道
2020年11月、中国人民大国際関係学院の金燦栄副院長が講演で中国軍のマイクロ波攻撃について言及した。その内容は「インド軍をマイクロ波で撃退した」というものであるが、インド軍は使用されたことを否定している。